# Джемисон, Бенджамин
Бенджамин Джемисон (англ. Benjamin Jamieson) — канадский игрок в лакросс, чемпион летних Олимпийских игр 1904.
На Играх 1904 в Сент-Луисе Джемисон входил в состав первой сборной Канады. Его команда выиграла у команды США и сразу же заняла первое место, выиграв золотые медали.